# 納基斯卡
納基斯卡（英語：Nakiska），加拿大艾伯塔省卡納納斯基斯一個滑雪場，距離卡加利83 km（52 mi），在艾伯塔省1號省道的西方，艾伯塔省40號省道的南方。納基斯卡是原住民克里族的語言，意思為見面（to meet）或見面的地方（meeting place）。滑雪場位處艾倫山南端的東麓，共64條雪道，佔地3 km2（1.2 sq mi）。

## 伸延閱讀
- Murphy, Michelle; Reichwein, Pearl Ann. . Olympika. December 2019, XXVIII: 29–64  [2022-08-23]. ISSN 1188-5963. （原始内容存档于2022-01-18）.

## 外部連結
- 官方网站
- 1988 trail map （页面存档备份，存于） – Olympic runs
- Resorts of the Canadian Rockies （页面存档备份，存于） – company site